# Branko Rozman
Branko Rozman, slovenski rimskokatoliški duhovnik, pesnik, dramatik in urednik, * 31. marec 1925, Bohinjska Bistrica, † 31. januar 2011, Ljubljana.

## Življenjepis
Rozman je leta 1943 kot dijak stopil v vrste domobrancev in se skupaj z njimi 1945 umaknil na Koroško, od koder se je izselil v Argentino in tam končal študij bogoslovja. Posvečen je bil leta 1952 v Buenos Airesu. Leta 1955 pa je doktoriral v Adroguéju. Po letu 1965 je bil duhovnik med našimi zdomci v Münchnu ter urednik celovške mesečne revije Naša luč. V tem času je pripravil miniaturno izdajo pesmi, do tedaj v domovini še zamolčanega pesnika F. Balantiča, ki je izšla v Clevelandu, 1967. Leta 1991 se je vrnil v Slovenijo.
Rozman je s pesmimi sodeloval v zborniku begunske poezije Naša pesem (Rim, 1947]) in izseljenskem periodičnem tisku Zbornik svobodne Slovenije, Duhovno življenje, Meddobje, Katoliški misijoni, samozaložbi pa so izšle z naslovom Na steni spi čas (Rim, 1954). Rozman je poleg pesmi objavljal tudi kratko prozo, uveljavil pa se je zlasti kot dramatik: Človek, ki je umoril Boga (1959), Obsodili so Kristusa (1962) in Roka za steno (1957).
Rozman je napisal tudi številne članke z duhovno in družbeno problematiko, tako je znan njegov tekst V Rogu ležimo pobiti, ki ga je leta 1968 priobčil v Buenos Airesu pod psevdonimom Tomaž Kovač.
Umrl je 31. januarja 2011 v Duhovniškem domu v Ljubljani. Pokopan je bil 4. februarja istega leta na ljubljanskih Žalah; pogreb je vodil škof Anton Jamnik.